# Paratryphera palpalis
Paratryphera palpalis är en tvåvingeart som först beskrevs av Camillo Rondani 1859.  Paratryphera palpalis ingår i släktet Paratryphera och familjen parasitflugor. Inga underarter finns listade i Catalogue of Life.